# Tagen på bar gärning
Tagen på bar gärning är ett livealbum av den svenske rockartisten Tomas Ledin, utgivet på skivbolaget Polydor 1978. Skivan har inte getts ut på nytt.
Skivan spelades in under Ledins vårturné 1978 och producerades av Leif Carlquist. Bandet bestod av Thomas Arnesen (gitarr), Carlqvist (keyboards, sång, slagverk), Valdemar Hajer (saxofon, trombon), Ledin (sång, gitarr), Björn Linder (gitarr, sång), Kåre Ström (bas, sång) och Peter Sundell (trummor). På två låtar medverkar även Lars Hoflund (bas, sång), Björn Inge (sång) och Yngve Hammervald (gitarr).

## Låtlista
Alla låtar är skrivna av Tomas Ledin.

### LP
A
1. "De-danz-danz-danz-de-danza"
2. "Festen har börjat"
3. "Tagen på bar gärning"
4. "I natt är jag din"
5. "Minns du Hollywood"

B
1. "Knivhuggar-Rock"
2. "Vad har vi gjort"
3. "Sakta kommer ljuset"
4. "Mademoiselle"
5. "På vingar av stål"

## Medverkande
- Thomas Arnesen – gitarr
- Leif Carlquist – producent, keyboards, sång, slagverk
- Valdemar Hajer – saxofon, trombon
- Yngve Hammervald  – gitarr
- Lars Hoflund – bas, sång
- Björn Inge – sång
- Tomas Ledin – sång, gitarr
- Björn Linder – gitarr, sång
- Kåre Ström – bas, sång
- Peter Sundell – trummor

## Listplaceringar
| Lista (1978) | Topplacering |
| ------------ | ------------ |
| Sverige      | 26           |

### Fotnoter
1. 1 2 3  ”Tagen på bar gärning”. Discogs.com. http://www.discogs.com/Tomas-Ledin-Tagen-P%C3%A5-Bar-G%C3%A4rning-Live/release/837772. Läst 14 januari 2013.
2. ↑  ”Tagen på bar gärning”. Svensk mediedatabas. http://smdb.kb.se/catalog/search?q=Tomas+Ledin+Tagen+p%C3%A5+bar+g%C3%A4rning&x=0&y=0. Läst 15 januari 2013.
3. ↑  Placeringar på den svenska albumlistan